# Jorge Mendonça
Jorge Mendonça (Silva Jardim, 6 juni 1954 - Campinas, 17 februari 2006) was een Braziliaans voetballer.

## Biografie
Hij begon zijn carrière bij Bangu uit Rio de Janeiro in 1971 en maakte in 1973 de overstap naar Náutico uit Recife. In 1976 ging hij naar Palmeiras uit São Paulo en werd daar meteen staatskampioen mee. In 1980 trok hij naar Vasco da Gama om daar halfgod Roberto Dinamite te vervangen, maar datzelfde jaar ging hij nog naar Guarani en werd er in 1981 topschutter in het staatskampioenschap. Hij scoorde 38 doelpunten dat jaar, sindsdien deed geen enkele topschutter beter. Hij was ook de eerste speler die in één seizoen vier keer kon scoren tegen São Paulo. Na nog bij Ponte Preta en Cruzeiro te spelen beëindigde hij zijn carrière bij kleinere clubs. 
Mendonça speelde in 1978 enkele wedstrijden voor het nationale elftal, maar kon niet scoren. Hij ging mee naar het WK in Argentinië dat jaar, maar kwam niet aan spelen toe, hij was reserve voor Zico. In zijn tijd bij Palmeiras kreeg hij het aan de stok met trainer Telê Santana, die hem onhandelbaar noemde. In 1982, toen Santana bondscoach was, nam hij Mendonça dan ook niet mee naar het WK.
Na zijn spelerscarrière kreeg hij te kampen met zowel financiële, familiale als gezondheidsproblemen. In zijn laatste jaren werkte hij mee aan een project rond kinderen bij voetbalclub Guarani. Hij overleed op 51-jarige leeftijd aan een hartaanval. 